# Hypochrysops epicletus
Hypochrysops epicletus är en fjärilsart som beskrevs av Felder 1859. Hypochrysops epicletus ingår i släktet Hypochrysops och familjen juvelvingar. Inga underarter finns listade i Catalogue of Life.